# Волконская, Мария Николаевна
О матери Льва Толстого см. Толстая, Мария Николаевна (1790)
Княгиня Мари́я Никола́евна Волко́нская (урождённая Рае́вская; 22 июля [3 августа] 1804, местечко Каменка, Чигиринский уезд, Киевская губерния, Российская империя; по другим данным: 25 декабря 1805 [6 января 1806], место рождения неизвестно — 10 августа 1863, поместье Воронки, Черниговская губерния, Российская империя) — российская аристократка, дочь героя Отечественной войны 1812 года генерала Николая Раевского.
В январе 1825 года вышла замуж за будущего декабриста Сергея Волконского. В 1826 году, несмотря на сопротивление родных, оставив годовалого сына, уехала в Сибирь вслед за сосланным мужем. В сибирской ссылке провела около тридцати лет.
Автор воспоминаний (фр. "Mémoires de La Princesse Marie Wolkonsky"), написанных на французском языке и адресованных детям и внукам, которые вдохновили поэта Николая Некрасова на создание второй части поэмы «Русские женщины».

## Биография

### Ранние годы

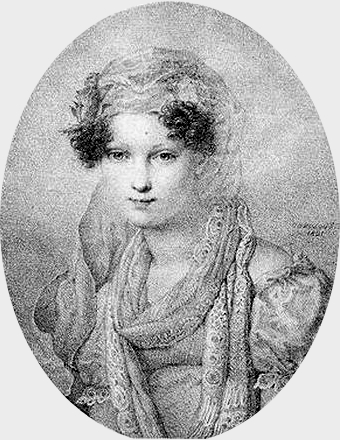
М. Раевская. Ханс Яков Эри. Литография по акварели П. Соколова

Мария Николаевна была дочерью генерала Николая Николаевича Раевского и его жены Софьи Алексеевны, урождённой Константиновой (внучки М. В. Ломоносова). 
Её детство прошло в Петербурге, Киеве, украинских имениях — семья часто переезжала. 
Как и все дети Раевских, Мария получила домашнее образование. Она была отличной пианисткой, обладала прекрасным голосом, пела почти профессионально и особенно любила итальянскую музыку. Знала французский и английский языки «как свои родные». Русским языком владела значительно хуже, поэтому всегда писала по-французски. В более поздние годы она пыталась восполнить этот пробел в своём образовании, но безуспешно. С юных лет Мария пристрастилась к чтению серьёзных книг. По свидетельству сына Михаила (которое относится к более поздним годам), она особенно интересовалась историей и литературой. Главой семьи был Николай Николаевич, жена и дети любили его и во всём ему подчинялись. Но Раевский не имел возможности проводить много времени в кругу семьи в то время, на которое пришлись ранние годы Марии, остававшейся на попечении матери, видимо, повлиявшей на формирование дочери. По словам внука Марии Николаевны С. Волконского, Софья Алексеевна была «женщина характера неуравновешенного, нервная, в которой темперамент брал верх над разумом. <…> Женщина характера сухого, мелочного…». Несмотря на сложные взаимоотношения с матерью, Мария Николаевна на протяжении всей жизни сохраняла к ней уважение и любовь.
С семьёй Раевских ещё с 1817 года хорошо был знаком А. С. Пушкин. Особенно он сдружился с Раевскими в совместной поездке на Кавказские Минеральные Воды во время своей южной ссылки. Пушкин вместе с Раевскими был два месяца на водах, с ними уехал в Крым и три недели провёл в Гурзуфе.
В начале 1820-х дом Раевских стал посещать Густав Олизар, бывший в то время киевским губернским маршалом (предводителем дворянства). Он увлёкся Марией, превратившейся на его глазах из «малоинтересного подростка» в «стройную красавицу, смуглый цвет лица которой находил оправдание в чёрных кудрях густых волос и пронизывающих, полных огня очах». В 1823 году Олизар сватался к Раевской, но получил от её отца отказ. В письме к Олизару Николай Николаевич объяснял его «различием народности и религии», выражал сожаление и надежду, что Густав продолжит и далее посещать их дом. По мнению исследователей, отец всё решил сам за дочь. Однако возможно, что отказ исходил от Марии Николаевны. Олизар уехал в своё крымское имение, он, по словам Щёголева, «тосковал и писал сонеты о своей безнадёжной любви», называя в стихах Марию "Амирой". Позднее он возобновил знакомство с Раевскими и в 1828 году просил руки сестры Марии Елены. Из письма Раевского-старшего сыну Николаю известно, что Олизара отвергла сама Елена, тогда как отец, по собственному признанию, не отказал бы ему.

### Замужество

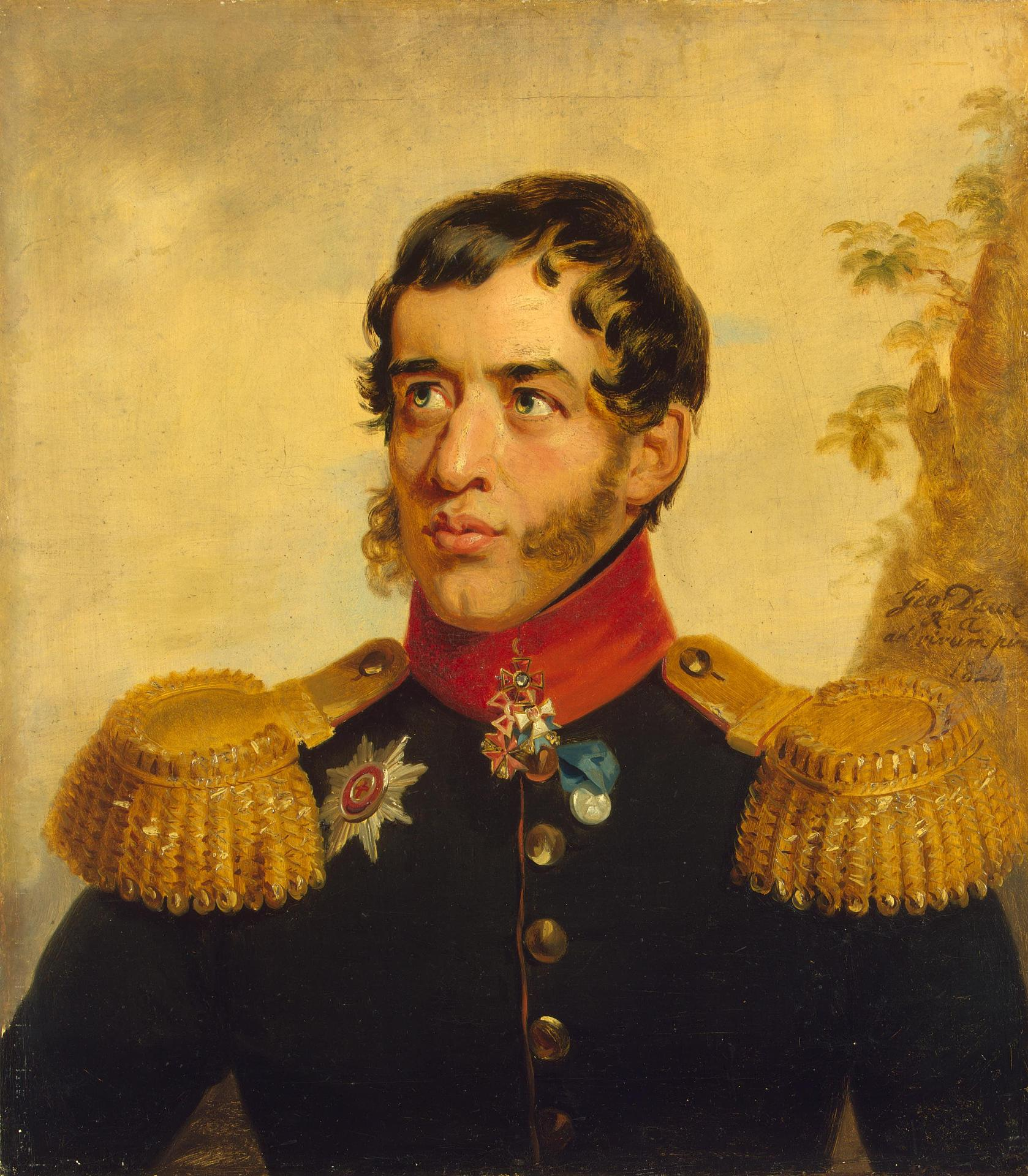
С. Г. Волконский

Около середины августа 1824 года к Марии через М. Орлова посватался князь Сергей Волконский. Это было тяжёлое время для Раевских, находившихся на пороге разорения. Большинство исследователей считает, что Мария приняла предложение Волконского по настоянию отца, считавшего, что эта партия принесёт «блестящую, по светским воззрениям, будущность» дочери. Но некоторые допускают, что решающее слово всё-таки оставалось за Марией Николаевной. В начале октября Волконский приехал в Киев, помолвка состоялась пятого числа того же месяца. Свадьбу сыграли в Киеве 11 января 1825 года. В исследовательской литературе встречается утверждение, что перед венчанием старший Раевский заставил подписать Волконского обещание оставить «антигосударственную деятельность», и будущий зять без колебаний подписал бумагу, однако слова своего не сдержал. Историк Оксана Киянская, однако, считает, что это всего лишь легенда.
Молодые супруги провели медовый месяц в Гурзуфе, вместе они были и последующие три месяца. Видимо, между Марией и мужем не было согласия. Известно, что она жаловалась братьям и сёстрам на поведение Волконского, который был иногда резок, избегал её и даже был «несносен». Впоследствии Щёголев писал: 
«Мы знаем, что духовной, интимной близости не было ни между женихом и невестой, ни между мужем и женой».
Вскоре Мария заболела и с матерью и сестрой Софьей уехала в Одессу на морские купания. В то время она уже была беременна. Осенью Волконский привёз жену и её сестру Софью в Умань, сам же отправился в Тульчин, где располагался штаб 2-й армии. Мария тосковала в разлуке с мужем — она писала Волконскому: 
«Не могу тебе передать, как мысль о том, что тебя нет здесь со мной, делает меня печальной и несчастной, ибо хоть ты и вселил в меня надежду обещанием вернуться к 11-му, я отлично понимаю что это было сказано тобой лишь для того, чтобы немного успокоить меня, тебе не разрешат отлучиться. Мой милый, мой обожаемый, мой кумир Серж! Заклинаю тебя всем, что у тебя есть самого дорогого, сделать всё, чтобы я могла приехать к тебе, если решено, что ты должен оставаться на своем посту».

### После 14 декабря 1825 года
По воспоминаниям Марии Николаевны, в конце декабря 1825 года Волконский неожиданно приехал в Умань. Он сообщил жене об аресте Пестеля, однако не объяснил, что случилось. Волконский увёз жену в имение её родителей в Киевской губернии Болтышку и «немедленно уехал». О событиях 14 декабря Мария Николаевна ничего не знала. Она родила сына Николая 2 января 1826 года и проболела около двух месяцев. Роды были тяжёлыми: по свидетельству Марии, отец и мать спорили, как ей лучше рожать — в кресле или кровати. «Как всегда» (биографы Марии Николаевны особо обращают внимание на это замечание, как доказательство того, что в семье всё решал отец), последнее слово осталось за Николаем Николаевичем, и Мария мучилась в кресле. Доктора не было, крестьянка, назвавшаяся акушеркой, всё время молилась, стоя на коленях в углу, вместо того, чтобы оказать помощь роженице.
Раевские всё время болезни Марии скрывали от неё арест мужа, на все вопросы отвечая, что тот находится в Молдове. Узнав о случившемся, Мария немедленно написала мужу в Петропавловскую крепость: «Я узнала о твоём аресте, милый друг. Я не позволяю себе отчаиваться… Какова бы ни была твоя судьба, я её разделю с тобой, я последую за тобой в Сибирь, на край света, если это понадобится, — не сомневайся в этом ни минуты, мой любимый Серж. Я разделю с тобой и тюрьму, если по приговору ты останешься в ней».

8 марта 1826 года она писала брату Александру: 
«…Не его [мужа] арест меня огорчает, не наказание, которое нас ожидает, но то, что он дал себя увлечь, и кому же? Низким из людей, презираемым его beau-père [тестем], его братьями и его женой…»
Цитируя эти строки, О. Попова отмечает, что, несмотря на то, что Мария в доме отца была окружена передовыми людьми того времени, идеи свободолюбия она не впитала. По мнению Поповой, Мария восприняла неудачное начало своей семейной жизни как результат того, что Волконский был вынужден скрывать от неё правду. Так как между супругами уже не было недоговорённости, она «брала реванш» за первые месяцы брака.
Оправившись от последствий родов, вместе с сыном Николаем, Волконская отправилась в Петербург, чтобы увидеться с мужем. По дороге в столицу Мария остановилась в Белой Церкви у тётки отца, графини Браницкой (в её поместье «были хорошие врачи»), и оставила там ребёнка.

### Петербург
В Петербурге в то время, кроме Раевского-старшего, находился и её брат Александр, а следом за Марией приехали мать и сестра Софья. Николай Николаевич вскоре возвратился в своё поместье через Москву, где увиделся с дочерью Екатериной и успокоил её насчёт судьбы мужа — Михаила Орлова, давно отошедшего от декабристского движения, однако положение его другого зятя было серьёзным. Александр Раевский, оставшийся в Петербурге следить за ходом следствия, постарался, чтобы до Марии доходила только часть информации: это было продиктовано и беспокойством членов семьи о состоянии её здоровья, и их желанием поскорее удалить её из столицы. О том, что брат перехватывал письма, адресованные ей, и препятствовал её встречам с родственниками других декабристов, Мария узнала значительно позже, уже живя в Сибири. Александр добился разрешения на свидание сестры с мужем и в то же время просил Бенкендорфа поручить А. Орлову предварительно увидеться с Волконским и потребовать, чтобы тот не распространялся «о степени виновности, которая тяготеет над ним». Волконскому писала и мать Марии, просившая о «сдержанности», так как ослабевшая от болезни дочь могла «потерять рассудок». Он должен был также убедить жену вернуться к сыну и ждать окончания следствия. Только на этих условиях Раевские соглашались на встречу Марии с мужем. В это же время в записке, которую ему удалось передать своей сестре Софье Григорьевне, Волконский сообщал, что некоторые из жён арестованных уже получили разрешение следовать за своими мужьями: «Выпадет ли мне это счастье, и неужели моя обожаемая жена откажет мне в этом утешении? Я не сомневаюсь в том, что она с своим добрым сердцем всем мне пожертвует, но я опасаюсь посторонних влияний, и её отдалили от всех вас, чтобы сильнее на неё действовать».
17 апреля было получено разрешение на свидание, однако Мария не знала об этом: родные ждали окончания переговоров Орлова с Волконским и лишь 20 апреля поставили её в известность. Супруги увиделись вечером 21 апреля на квартире коменданта Петропавловской крепости в присутствии врача и самого коменданта, который должен был прервать свидание, «если Волконский выкажет слабость». «Все взоры были обращены на нас», — напишет позднее Мария Николаевна, Волконские «ободряли друг друга, но делали это без всякого убеждения». Выполняя предписания Раевских, Волконский ничего не говорил о своём деле и просил жену поскорее вернуться к сыну. Они сумели обменяться платками, возвратившись домой, Мария обнаружила лишь «несколько слов утешения», написанные на одном из его углов.

### Ожидание приговора
24 апреля 1826 года Мария уехала из Петербурга в Москву, к сестре Екатерине. В Москве с Волконской пожелала увидеться императрица Мария Фёдоровна. Мария Николаевна, ожидавшая разговора о муже, была разочарована, убедившись, что «её позвали просто из любопытства».
Остаток весны и лето она провела в Белой Церкви с сыном. Сначала Волконская была поглощена заботами о заболевшем Николае, но когда он выздоровел, её помыслы снова обратились на мужа. Мария ждала, страдая от неизвестности, в одном из писем Волконскому она назовёт «минуты, проведённые в этом ужасном состоянии», самыми тяжёлыми в своей жизни. В поместье Браницкой прибыл Александр Раевский, продолжавший контролировать сестру, ей никто не смел рассказывать о том, что происходит в Петербурге, она не видела газет. В начале августа, с соблюдением всяческих предосторожностей, Марии сообщили, что Волконскому будет сохранена жизнь. Несмотря на изоляцию, до неё доходили сведения о том, что некоторые жёны декабристов собираются поехать за мужьями. Так, она интересовалась у Софьи Волконской, где и как устроит своих троих детей Александра Муравьёва. В середине июня Мария писала Волконскому: «К несчастью для себя я вижу хорошо, что буду всегда разлучена с одним из вас двоих; я не смогу рисковать жизнью моего ребёнка, возя его повсюду с собой». Со своей стороны, родственники мужа делали всё, чтобы склонить Марию к поездке в Сибирь, дошло до объявления, будто Александра Николаевна Волконская собирается ехать к сыну. С. Г. Волконская писала об этом Марии в июле, но письмо перехватил Александр Раевский. А своему брату 27 августа Софья Волконская сообщала, что Мария выедет к нему с сыном, в то время когда последняя ещё ничего не решила. Видимо, Софья Григорьевна рассчитывала, что брат напишет жене о её поездке, как о свершившемся деле, и это подтолкнёт Марию действовать в нужном направлении.

### Отъезд в Сибирь

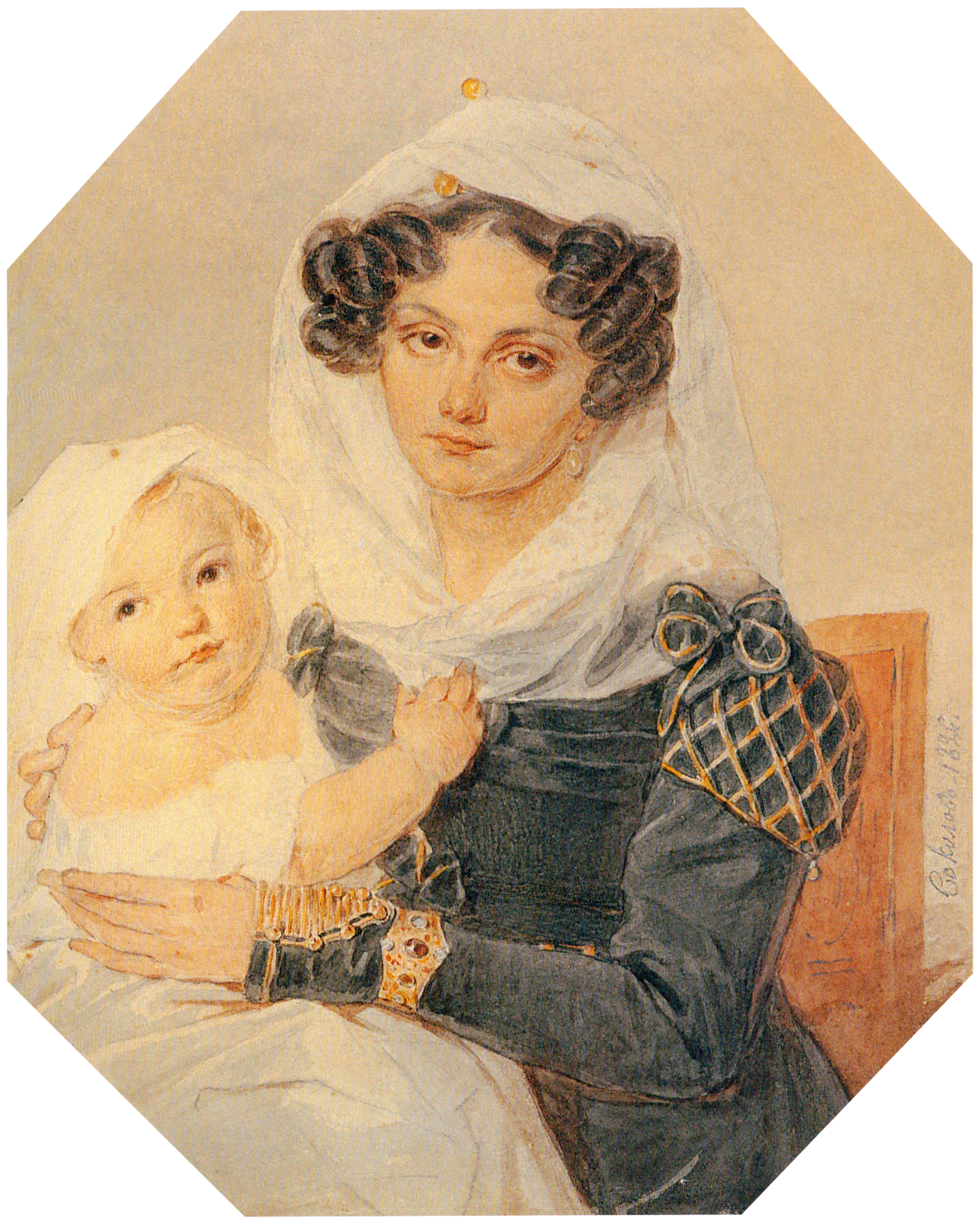
П. Соколов. Портрет княгини М. Н. Волконской с сыном Николаем. Парный к портрету Н. Н. Раевского-старшего. Обе акварели созданы в ноябре 1826 года

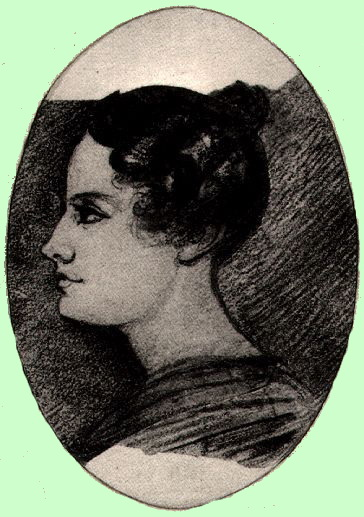
З. А. Волконская. Портрет Марии Волконской. 26—29 декабря 1826 года. Итальянский карандаш

О приговоре по делу 14 декабря Мария Николаевна узнала от брата лишь в конце сентября. Она упрекала его в том, что от неё всё скрывали, и объявила, что «последует за мужем». Александр собирался в то время в Одессу и запретил Марии покидать Белую Церковь до своего возвращения. Однако, как только он уехал, Мария Николаевна, взяв сына, отправилась в Петербург. Она остановилась в Яготине — имении брата мужа, Николая Репнина, — тот должен был сопровождать невестку в столицу, но заболел, и Мария задержалась там на месяц. Её письма родным показывают, что она не доверяла Волконским (отец считал, что Мария находилась под их влиянием): 
«Я вижу повсюду ангелов? Находила ли я их в моей belle-mère [свекрови], Никите, Репниных? Верь мне, Александр, что у меня открыты на них глаза, но я об этом ничего не говорила, чтобы не внушать к ним неприязни в моём отце; поведение их мало деликатное заслуживало это, но Сергей от этого пострадал бы» (Мария Волконская — Александру Раевскому).
4 ноября 1826 года Мария с сыном в сопровождении деверя приехала в Петербург, где встретилась с отцом. Настроение Раевского изменилось: он по-прежнему считал своего зятя виновным, однако жалел его, «скорбел о нём в душе своей». Ранее категорически возражавший против поездки дочери в Сибирь, он согласился при условии, что ребёнка она оставит ему: «Когда сын её у меня, она непременно воротится». 15 декабря Мария обратилась с прошением к императору о позволении выехать в Сибирь. Судя по её «Запискам», отношения между ней и Волконскими были сложными: родственники мужа были обижены на то, что она не отвечала на их письма, а Мария не хотела признаться, что их перехватывал брат: «Мне говорили колкости, но ни слова о деньгах». Мария Николаевна заложила свои драгоценности и оплатила часть долгов мужа.

21 декабря она получила разрешение. Николай Николаевич уезжал из Петербурга в своё имение Милятино. Расставание было тяжёлым: 
«Я показала ему письмо Его Величества [ответ на прошение]; тогда мой бедный отец, не владея более собой, поднял кулаки над моей головой и вскричал: „Я тебя прокляну, если ты через год не вернёшься“. Я ничего не ответила, бросилась на кушетку и спрятала голову в подушку».
Когда П. М. Волконский, у которого Мария в тот день обедала, спросил, уверена ли она, что вернётся из Сибири, она ответила: «Я и не желаю возвращаться, разве лишь с Сергеем, но, Бога ради, не говорите этого моему отцу». Последний день в Петербурге Мария провела с сыном в доме своей свекрови. Прощаясь с невесткой, Александра Николаевна распорядилась отпустить ей столько денег, «сколько нужно было заплатить за лошадей до Иркутска».
По пути в Сибирь Волконская остановилась в Москве у своей невестки Зинаиды. 27 декабря 1826 года та устроила для Марии прощальный музыкальный вечер и «пригласила всех итальянских певцов, бывших тогда в Москве». Об этом вечере Мария вспоминает в своих «Записках», дополняет её рассказ подробная запись одного из гостей — А. Веневитинова. Сначала Волконская находилась в отдельной комнате, к ней постоянно заходила лишь хозяйка дома, потом, когда остались только самые близкие друзья княгини Зинаиды, гостья присоединилась к обществу. Лишённая возможности петь (в дороге она простудилась), Мария просила повторить её любимые произведения: «Ещё, ещё, подумайте только, ведь я никогда больше не услышу музыки!» В этот вечер Мария в последний раз виделась с Пушкиным, который был «полон искреннего восторга; он хотел мне поручить своё „Послание к узникам“, для передачи сосланным, но я уехала в ту же ночь, и он его передал Александре Муравьёвой».

Всего в Москве Мария провела два дня. Здесь она получила письмо отца, 17 декабря из Милятина он напутствовал дочь: «Пишу к тебе, милой друг мой, Машинька, на-удачу в Москву. Снег идёт, путь тебе добрый, благополучный. Молю Бога за тебя, жертву невинную, да укрепит твою душу, да утешит твоё сердце!» Перед отъездом Мария встретилась с сестрой Екатериной. Они говорили в том числе и об эпизоде, мучившем Волконскую: в газеты попала история о вскрытии её мужем в 1822 году, в то время, когда в дивизии М. Орлова произошли волнения, письма начальника Полевого аудиториата 2-й армии генерала Волкова к П. Киселёву. Сестра как могла успокоила Марию: благодаря Волконскому Орлов знал, о чём его будут спрашивать на следствии. Через много лет Волконская снова обратилась к этому случаю: 
«Такой поступок не только не предосудителен, но даже не представляет злоупотребления доверием, так как Киселёв желал, чтобы это письмо было известно Орлову».
Родственники декабристов передали ей такое количество посылок, что пришлось взять вторую кибитку. В сопровождении слуги и горничной, которая «оказалась очень ненадёжной», Волконская поехала в Казань, не делая остановок. В Казани она была вечером 31 декабря. Чиновник военного губернатора советовал ей возвратиться назад, так как княгиня Трубецкая, опередившая Марию, была задержана в Иркутске, а её вещи были обысканы. Волконская возразила, что у неё есть разрешение императора, и продолжила путь, несмотря на начинающуюся метель, в новогоднюю ночь. Новый, 1827 год Мария встретила в пути в компании горничной, которая была настолько не в духе, что Волконская не решилась её поздравить. Через пятнадцать дней ей встретился обоз из Нерчинска. Мария узнала от одного из солдат, конвоировавших его (офицер не пожелал разговаривать с женой государственного преступника), что ссыльные декабристы находятся в Благодатском руднике.

### В Сибири
В ночь на 21 января Волконская приехала в Иркутск, ей отвели квартиру, которую только что освободила Екатерина Трубецкая, направлявшаяся в Забайкалье, здесь Марию навестил гражданский губернатор Цейдлер. Он, выполняя указания, полученные из столицы, уговаривал княгиню вернуться обратно. В противном случае Волконская должна была подписать «Условия», разработанные для жён декабристов генерал-губернатором Восточной Сибири Лавинским, и предоставить свой багаж для описи. Копия этих «Условий» сохранилась в семейном архиве Волконских. Жёнам декабристов давали на подпись сокращённый вариант секретного документа. Следуя за своим мужем, женщина отказывалась от своего «прежнего звания» и отныне становилась «женой ссыльно-каторжного». Дети, рождённые в Сибири, записывались в казённые крестьяне. Запрещено было иметь при себе ценные вещи и крупные денежные суммы. Право на крепостных, сопровождавших въезжающих в Нерчинский край, уничтожалось. Мария подписала «Условия» и стала ждать подорожной, однако Цейдлер не торопился с её выдачей, задержав Волконскую в городе на неделю (княгиню Трубецкую ему удалось задержать в Иркутске на четыре месяца). 29 января Волконская, успев увидеться в Иркутске с Александрой Муравьёвой, отправилась дальше. Перед отъездом она написала отцу, которому это послание доставило «не малое утешение». Своей дочери Екатерине он сообщал, что по-видимому Мария не догадывается о том, что ей нельзя будет возвратиться, либо, как предполагал он, «сие запрещение существует только для удержания жён несчастных от поездки в Сибирь».
В Кяхте Волконская сменила две свои кибитки на перекладные телеги и проехала на них 600 вёрст, страдая от тряски. В пути она голодала: Волконскую никто не предупредил, что станции содержались исключительно бурятами, рацион которых (сырая, сушёная и солёная говядина и кирпичный чай) был непривычен для европейцев. В Большом Нерчинском заводе, куда Мария прибыла 8 февраля, исполнение формальностей задержало её на двое суток. Здесь ей пришлось подписать ещё более жёсткие условия (регламентирующие практически каждый её шаг), на которые она соглашалась, оставаясь рядом с мужем.

#### Благодатский рудник

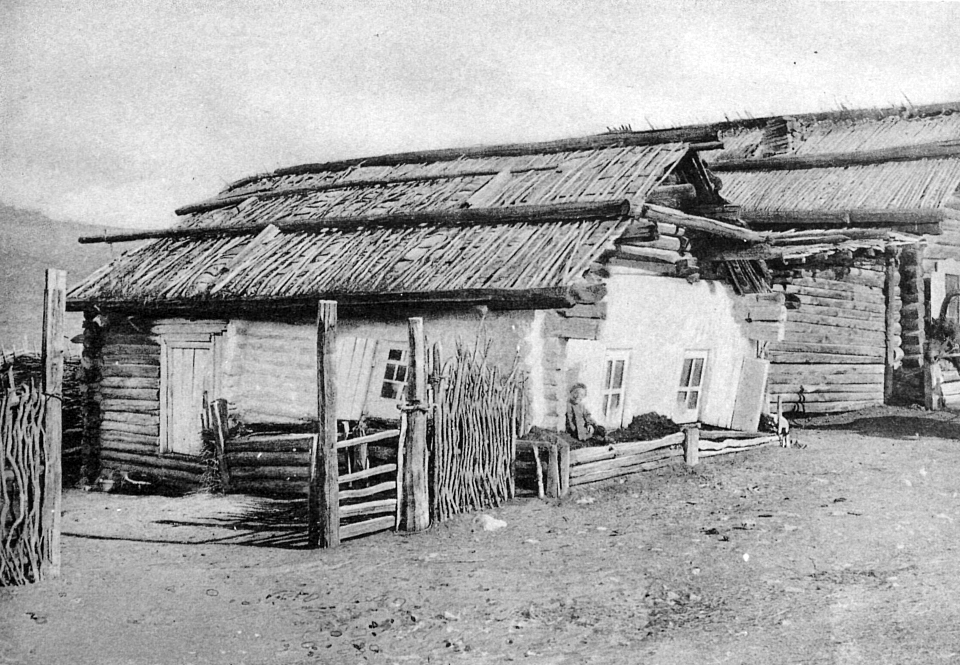
Благодатский рудник. Дом, где жили княгини М. Н. Волконская и Е. И. Трубецкая. 1889

11 февраля 1827 года Волконская, сопровождаемая начальником Нерчинского завода Бурнашевым, прибыла в Благодатский рудник. Своего мужа она увидела на следующий день в бывшей казарме, где содержались декабристы, работавшие в руднике: 
«Бурнашев предложил мне войти … Сергей бросился ко мне; бряцанье его цепей поразило меня: я не знала, что он был в кандалах … Вид его кандалов так воспламенил и растрогал меня, что я бросилась перед ним на колени и поцеловала его кандалы, а потом — его самого».
Мария разместилась в крестьянской избе, где уже жила приехавшая несколько ранее Трубецкая. Помещение было таким тесным, что когда Мария лежала на своём матрасе на полу, «голова касалась стены, а ноги упирались в дверь». На следующий день Мария отправилась в рудник, чтобы посмотреть то «место, где работает муж». Она, с разрешения сторожа, спустилась в шахту и увидела Давыдова, Борисовых и Артамона Муравьёва, передала им известия от родных и письма, которые привезла с собой.
Как считает биограф Марии Волконской Филин, её приезд спас мужа: к тому времени он был болен и совершенно пал духом. Подавленное состояние Волконского отмечали товарищи по заключению, не скрыл он его и от жены в своём письме, которое удалось отправить, несмотря на запрещение писать.
Дни Волконской и Трубецкой были заполнены хлопотами по хозяйству, их горничные, по настоянию заводского начальства, вскоре были отосланы в Россию: «наши девушки стали очень упрямиться, не хотели нам ни в чём помогать, и начали себя дурно вести, сходясь с тюремными унтер-офицерами и казаками». Свидания с мужем были разрешены дважды в неделю. После работы Мария читала, музицировала (Зинаида Волконская в вечер прощания со своей невесткой тайком от неё распорядилась привязать к её кибитке клавикорды) или сидела на камне против тюрьмы, переговариваясь с мужем. Как писала позднее домой Мария, физическая работа была для неё средством отвлечься от печальных мыслей, чтение же, напротив, заставляло её воспоминать о прошлом. И Трубецкая, и Волконская вели за заключённых переписку (это не было запрещено), и, благодаря им, декабристы стали получать вести от родных и посылки. 
Денег не хватало, Марии удалось привезти с собой 700 рублей ассигнациями, у Трубецкой деньги кончились ещё быстрее, чем у Волконской. По свидетельству Розена, их родные первое время не знали, куда писать, кому адресовать посылки. Волконская и Трубецкая ели суп и кашу, «ужин отменили». Когда мужья узнали об их трудностях, они отказались от пищи, которую им присылали женщины. Позднее Волконские тянули с выплатой годового содержания невестке, которой не раз приходилось напоминать об этом родственникам мужа. Несмотря на стеснённые средства, Мария помогала простым заключённым и даже имела столкновение с Бурнашевым из-за того, что заказала несколько рубашек каторжанам.

В первое время Волконская надеялась, что муж поправится, и она сможет вернуться к своему Николино. Лишь позднее она осознала, что, скорее всего, останется в Сибири навсегда: 
«Теперь я понимаю смысл предостережения, заключавшегося в словах Е<го> В<еличества> императора: „Подумайте же о том, что вас ждёт за Иркутском“, и тысячу раз благодарю Бога, что не поняла их раньше: это только увеличило бы страдания, разрывавшие моё сердце. Теперь на мне нет вины перед моим бедным ребёнком; если я не с ним, то не по моей воле. Иногда я представляю себе, что почувствуют мои родители при этом известии; только в эти минуты мне бывает больно», — писала она А. Волконской.
В письмах из Благодатского к свекрови и золовке Мария постоянно обращается к состоянию Волконского (здоровье которого всё ещё было плохо). Другая важная для неё тема — сын: она тоскует по Николино и упорно напоминает, что мальчик должен вернуться «на следующую зиму» к Раевским. Её пугало влияние нездорового петербургского климата, а, кроме того, внук должен был заменить её родителям навсегда утраченную дочь. Однако Волконские так и не исполнили просьбы Марии: её сын продолжал жить у них.

#### Чита

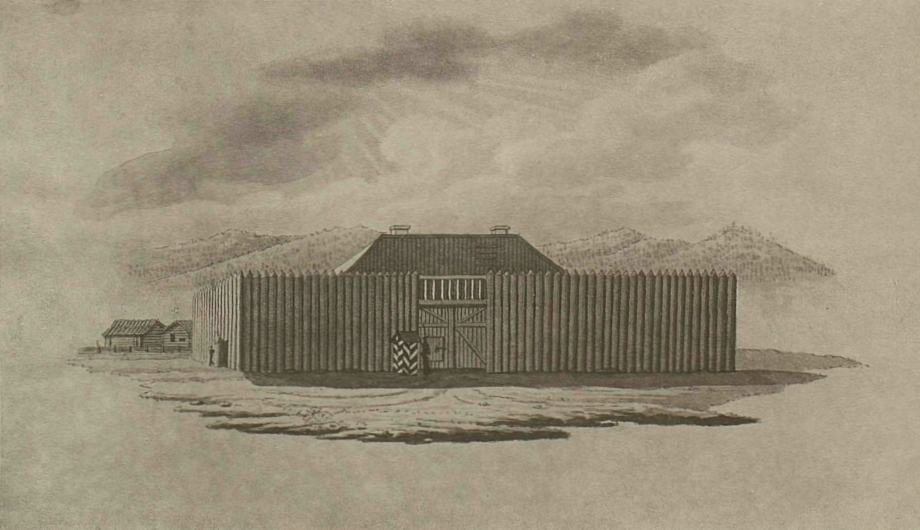
Чита. Наружный вид тюрьмы. XIX век

Осенью 1827 года в Чите было завершено строительство нового острога, в который должны были переселиться декабристы. 27 сентября в Читу приехали Трубецкая и Волконская. Вместе с Ентальцевой они снимали комнату, разделённую перегородкой, в доме дьякона и вели хозяйство вместе. Мария сообщала домой, что теперь у неё есть «место для письменного стола, пяльцев и рояля». С мужем она виделась по-прежнему два раза в неделю. Как и в Благодатском, в Чите Мария вела переписку за декабристов: «Каждая дама имела несколько человек в каземате, за которых она постоянно писала», — вспоминал один из подопечных княгини, Якушкин.
Тяжёлым ударом стала для Марии смерть её сына, известие о которой она получила, вероятно, в марте 1828 года. Со временем ей становилось, как Мария сознавалась сестре Елене, только тяжелее: с каждым прошедшим днём она сильнее осознавала утрату. Волконская стала добиваться разрешения «разделить заключение» с мужем. Посодействовать в этом она просила свекровь и отца («Я замкнулась в самой себе, я не в состоянии, как прежде, видеть своих подруг…»). В лице свекрови в этом вопросе она нашла союзницу, отец же ей отказал. В 1829 году генерал Раевский писал дочери Екатерине: «Маша здорова, влюблена в своего мужа, видит и рассуждает по мнению Волконских и Раевского уже ничего не имеет, в подробности всего войти не могу и сил не станет». Он не собирался содействовать её сближению с мужем. Разрешение соединиться жёнам декабристов с мужьями было получено в мае 1829 года после ходатайства коменданта Лепарского, на его рапорте Николай I написал: «Я никогда не мешал им жить с мужьями, лишь бы была на то возможность». Переселению в острог препятствовали лишь теснота и отсутствие семейных камер, но Мария проводила все дни рядом с мужем.
Последние месяцы жизни генерала Раевского были омрачены конфликтом с дочерью: он обвинял Волконских в ущемлении её имущественных прав, Мария Николаевна же была вынуждена защищать родственников мужа. Дело дошло до того, что Николай Николаевич перестал писать Марии. Через три месяца он помирился с ней, но дал понять, ссылаясь на состояние своего здоровья, что более делами дочери и её мужа заниматься не будет.
Весть о смерти отца, полученная, вероятно, в ноябре 1829 года, поразила Марию Николаевну: «мне показалось, что небо на меня обрушилось». Ей на некоторое время потребовалась помощь доктора, и, с разрешения коменданта, Ф. Вольф, сопровождаемый конвоем, навещал Волконскую.
10 июля 1830 года Мария Николаевна родила дочь. Девочка, названная Софьей, скончалась в тот же день и была похоронена на кладбище у храма Святого Архистратига Михаила.
Вспоминая через несколько лет о времени, проведённом в Читинском остроге, Мария писала матери о своём одиночестве, изоляции «от всех» в силу и характера, и сложившихся обстоятельств: «я проводила время в шитье и чтении до такой степени, что у меня в голове делался хаос, а когда наступили длинные зимние вечера, я проводила целые часы перед свечкой, размышляя — о чём же? — о безнадёжности положения, из которого мы никогда не выйдем» (письмо к С. А. Раевской от 1 декабря 1833 г.).

#### Петровский завод

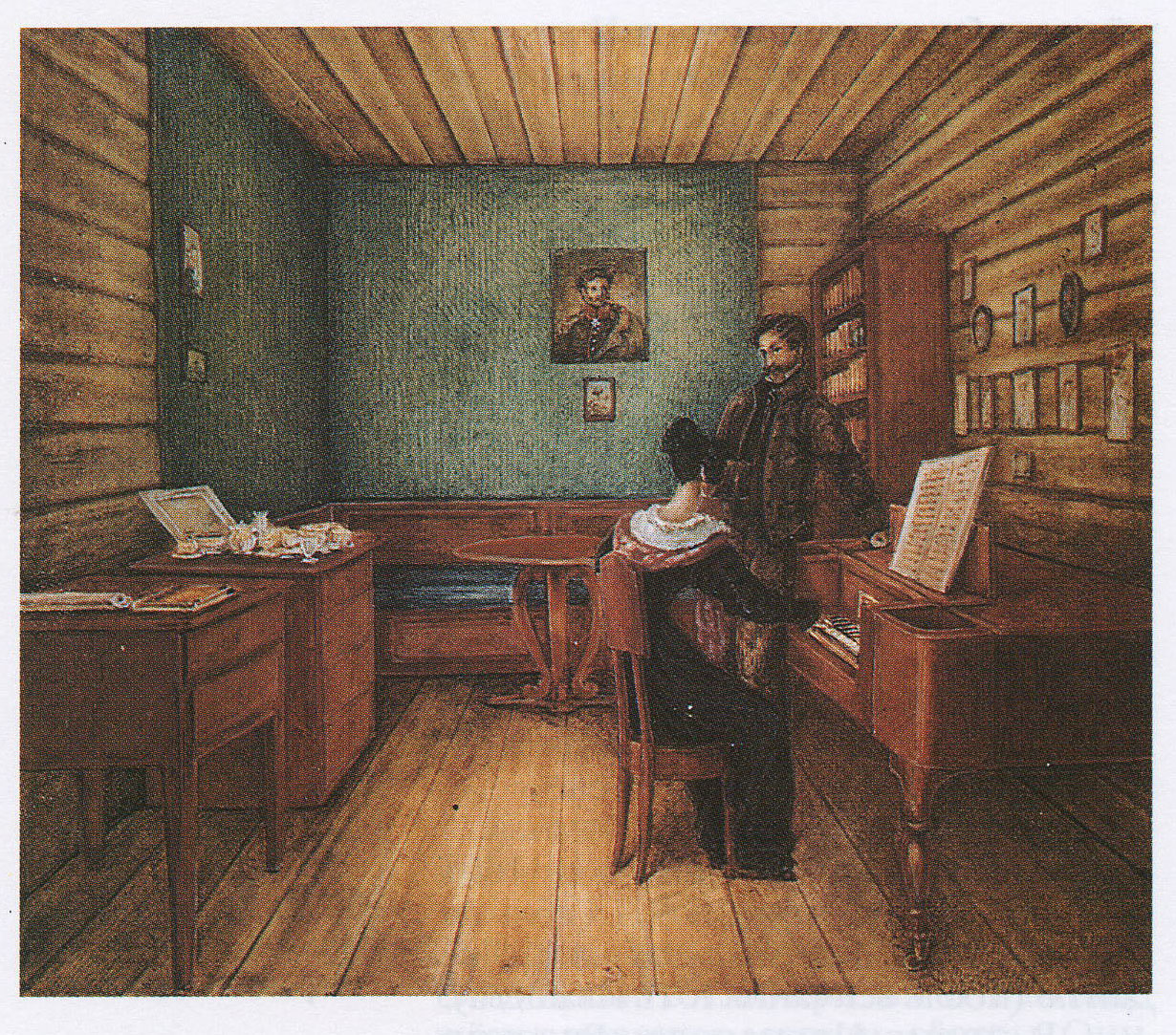
Камера Волконских в Петровском заводе. Акварель Н. Бестужева. 1830

Летом 1830 года была построена постоянная тюрьма для декабристов в Петровском заводе (Нерчинский горный округ). В августе из Читы заключённые были отправлены в Петровск двумя партиями (первая вышла 7-го числа). Жёны декабристов выехали в завод на повозках, переезд (около 700 вёрст) занял 50 дней. Новая тюрьма, построенная на болоте, с камерами, в которых не было окон, произвела на всех тяжёлое впечатление. Женщины в письмах к родным и близким подробно (а, по мнению Бенкендорфа, даже преувеличивая) описывали каземат. Жёны декабристов вскоре обзавелись собственным жильём недалеко от тюрьмы, большей частью — на одной улице, которая стала называться Дамской (а также Барской и Княжеской). Мария Николаевна купила в Петровском заводе небольшой дом, находившийся в стороне от усадеб других женщин, довольно далеко от тюрьмы. По хозяйству ей помогала крестьянская девушка из имения Раевских Мария Мальнева, по своему желанию приехавшая в Сибирь. В конце сентября 1830 года жёны декабристов получили разрешение поселиться со своими мужьями «в особых отделениях со дворами». Волконские жили в камере № 54 — её обстановка знакома по двум акварелям Николая Бестужева.
Рождение сына Михаила (10 марта 1832 года), по словам Марии Николаевны, стало для неё началом новой жизни. Существует мнение, что, поглощённая заботами о детях (28 сентября 1834 года родилась дочь Елена, «Нелли»), Мария Николаевна отдалилась от Сергея Григорьевича. Как отмечала О. Попова, «имя мужа почти совсем исчезает со страниц её писем, оно упоминается лишь изредка и то по какому-нибудь незначительному поводу».
24 июня 1835 года вышел указ об освобождении Волконского от заводской работы. В ожидании решения по месту поселения (чиновники медлили с его выбором: император Николай желал, чтобы Волконский жил отдельно от других декабристов) Волконскому было предписано жить в доме на Дамской улице. Весной 1836 года Сергей Григорьевич, давно страдавший ревматизмом, пережил его обострение. Волконским всей семьёй разрешено было выехать для лечения на Тункинские минеральные воды. Перед отъездом Мария Николаевна обратилась к Бенкендорфу с просьбой определить Волконским место поселения рядом с доктором Вольфом, «чтобы можно было пользоваться его медицинской помощью». Разрешение переехать в Урик, где жил Вольф, было дано 7 августа того же года. Волконские задержались в заводе на зиму: надо было продать дома, потом заболели дети, лишь в конце марта 1837 года они прибыли в Урик.

#### На поселении

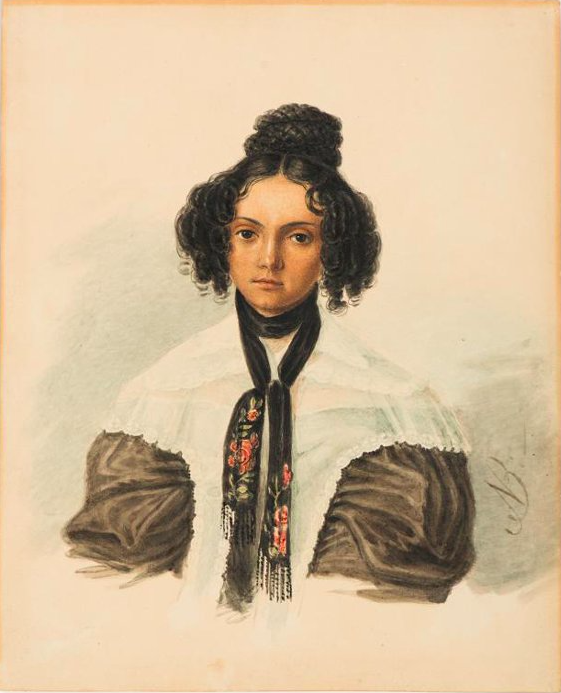
М. Волконская. 1837. Акварель Н. Бестужева

В Урике не нашлось подходящего дома для размещения всей семьи вместе со слугами, и на то время, пока шло его строительство, Волконские поселились в Усть-Куде. Окрестности Усть-Куды понравились Марии Николаевне, и она решила построить здесь небольшой летний домик, он был возведён и получил название «Камчатник». В «Камчатнике», в 8 вёрстах от Урика, Волконские проводили тёплое время года. Дом в Урике был готов к осени 1837 года. Кроме Волконских на поселении в Урике жили Вольф, М. Лунин, А. и Н. Муравьёвы, Н. Панов, в Усть-Куде (в восьми верстах от Урика) — А. и И. Поджио, П. Муханов, А. Сутгоф. На содержание Марии Николаевне из её денег выдавалось 2000 рублей ассигнациями (против 10 000 в Петровском заводе) в год. Она дважды пыталась добиться увеличения суммы: надо было учить детей, однако Петербург ей в этом отказал, так как «в Сибири учителей нет, а потому воспитание детей не требует расходов, а лишь одного попечения родителей». Тем не менее, несмотря на недостаток средств, родителями было сделано всё, чтобы младшие Волконские получили достаточное домашнее образование: когда в 1846 году Михаил поступал в Иркутскую гимназию, он был зачислен сразу в 5 класс.
Весной 1839 года Николай Раевский-младший обратился к императору с просьбой поселить Волконского с семьёй на «восточных берегах Чёрного моря», исключительно, как подчёркивал он, ради сестры и её детей (зятю он никогда не простил его участия в тайном обществе). К ходатайству присоединился М. Воронцов, однако Николай I отказал Раевскому.
В феврале 1842 года в связи с бракосочетанием наследника император разрешил детей С. Волконского, С. Трубецкого, Н. Муравьёва и В. Давыдова принять в государственные учебные заведения с условием, что дети будут носить фамилии по отчеству отцов. Для Марии Николаевны было немыслимо расстаться с детьми, кроме того, Волконская считала, что они не должны ни в коем случае отказываться от имени отца. Муж «сдался» на её просьбы: в письме, направленном в III Отделение, он, не забыв поблагодарить императора, объяснял отказ тем, что здоровье сына слабо, дочь ещё мала, а его жена не в силах отпустить их в Россию.
Настоящие дружеские отношения связывали Марию Николаевну и Лунина. В его письмах и записных книжках многократно появляется имя Волконской, одно время он был сильно увлечён Марией Николаевной. В своих «Письмах из Сибири», адресованных сестре, но предназначавшихся им для публикации, Лунин посвящает отдельные послания двум женщинам, сыгравшим значительную роль в его жизни, — Наталье Потоцкой и «сестре по изгнанию» — Волконской. Известны слова Лунина о том, что его понимали только два человека — Никита Муравьёв и Мария Волконская.
В 1838 году, когда Лунину было запрещено год вести переписку, Волконская снова, как ранее в Петровском заводе, писала вместо него. Мария Николаевна вместе с мужем участвовала в прощании декабристов с Луниным, когда того после вторичного ареста в марте 1841 года везли в Акатуй. На этом свидании Лунину были переданы 1000 рублей ассигнациями, которые Волконская зашила в шубу. Позднее Волконская прислала Лунину в тюрьму под видом лекарства чернила и перья. Супруги тайно поддерживали связь с Михаилом Сергеевичем весь период его последнего заключения: известны 12 писем Лунина, адресованных Волконским и его сыну. Волконские сохранили произведения Лунина, в 1915 году их обнаружил внук Марии Николаевны и Сергея Григорьевича С. Волконский.

#### Поджио

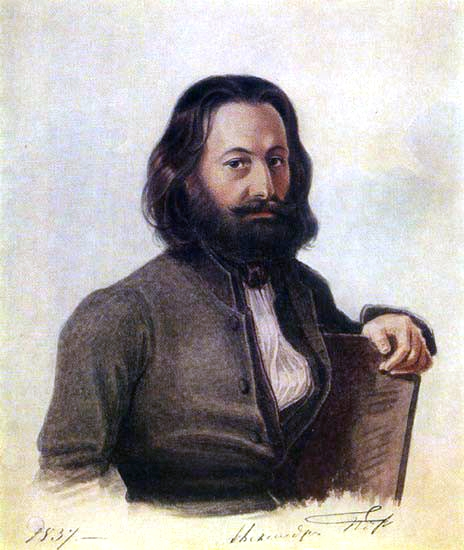
Александр Поджио

Вероятно, что отношения супругов Волконских разладились из-за появления в жизни Марии Николаевны Александра Поджио. Известно, что уже в Петровском заводе Поджио обрёл на неё большое влияние. Окружающие знали об этом и объясняли по-разному: одни дружбой, другие любовной связью. Об этом писал Е. Якушкин своей жене в 1855 году: 
«… как бы то ни было, она была одной из первых, приехавших в Сибирь разделить участь мужей, сосланных в каторжную работу. Подвиг, конечно, не большой, если есть сильная привязанность, но почти непонятный, ежели этой привязанности нет. Много ходит невыгодных для Марии Николаевны слухов про её жизнь в Сибири, говорят, что даже сын и дочь её — дети не Волконского».
Поджио поддерживал связь с Волконскими и после амнистии 1856 года. Он некоторое время оставался в Сибири и безуспешно занимался предпринимательством. В 1859 году вернулся в Россию, бывал у Волконских, те принимали и его, и его жену (в 1850 году Поджио женился на классной даме иркутского института благородных девиц Ларисе Андреевне Смирновой, и, по слухам, Мария Николаевна была очень огорчена, узнав об этом браке). У супругов Поджио была одна дочь — Варвара. Волконские оказывали помощь семье Поджио, пытавшегося вернуть своё наследство. По приглашению Елены Сергеевны в 1861 году он взялся управлять имением внука Волконских Молчанова. В 1863 году, когда Мария Николаевна тяжело заболела, Александр Поджио и его супруга Лариса находились в Воронках, и оба ухаживали за ней вместе с Михаилом и Еленой Волконскими, и сестрой Софьей Раевской. Об этом Софья Раевская обстоятельно писала своей сестре Екатерине, и это письмо полностью сохранилось в архиве Раевских. В том же письме Софьи Раевской упоминается, как ждала Мария Николаевна своего супруга Сергея Григорьевича и невестку, которые не успели вернуться из Фалля (поместья её сватьи).
В 1863—1864 годах Александр Поджио путешествовал по Европе со своей дочерью и с семьёй дочери Волконских. В 1868 году снова жил в Воронках, потом уехал в Италию, весной 1873 года, больной, вернулся в поместье Елены Сергеевны и умер у неё на руках. Завещал похоронить себя рядом с Волконскими.
В 1930-х годах литературовед О. Попова отметила, что в отлично сохранившемся архиве Волконских в Пушкинском доме нет писем Александра Поджио к Марии Николаевне, а только его письма к Сергею Григорьевичу и Михаилу Сергеевичу, причём относящиеся уже к периоду после смерти Волконской. Попова пришла к выводу, что письма были уничтожены либо самой Марией Николаевной, либо её родственниками уже после 1863 года. Попова также отметила «недоговорённость» в воспоминаниях Волконской там, где речь заходит о братьях Поджио, а тон писем Александра Поджио, адресованных Михаилу Волконскому, «напоминает родственную переписку». Публикуя новые архивные материалы, Попова уточняла, что раскрытие характера Марии Николаевны и обстоятельств её жизни затруднено несколькими обстоятельствами: тем, что её письма перлюстрировались, что вынуждало Волконскую быть сдержанной в переписке; тем, что семейная жизнь супругов сложилась неудачно; а также «ответственностью перед общественным мнением», стремлением Волконской поддержать репутацию «достойной и безупречной спутницы декабриста».
В 1989 году Н. Матханова, изучившая существующие материалы в процессе работы над изданием мемуаров и переписки А. Поджио, пришла к выводу, что гипотеза О. Поповой не имеет документального подтверждения: «Но ни одного не только прямого указания, но и намёка на особый характер отношений А. В. Поджио и М. Н. Волконской не обнаружено. Никаких прямых утверждений в воспоминаниях и письмах декабристов, их родных и друзей, по словам Матхановой, также не найдено. Версия О. И. Поповой не может считаться доказанной».
Михаил Филин отмечает, что истинный характер отношений между Волконской и Поджио, скорее всего, никогда не будет прояснён, так как их переписки более не существует.

#### Иркутск
В январе 1845 года Мария Николаевна получила разрешение поселиться в Иркутске с детьми. Через два года она добилась права проживать в Иркутске для Волконского. Сергей Григорьевич, серьёзно занимавшийся сельским хозяйством, часть времени проводил в Урике и «Камчатнике».
В Иркутске у Марии Николаевны произошло два столкновения с местными властями из-за посещения ею публичных мероприятий. После того, как Волконская с дочерью побывала в иркутском театре, вышло постановление, запрещающее «жёнам государственных преступников посещать общественные места увеселений». А на вечере в Иркутском девичьем институте Марии Николаевне пришлось выслушать «неприятное замечание» от гражданского губернатора Пятницкого. Она пожаловалась сестре Екатерине, и та обратилась к А. Орлову, который, напомнив, что Волконская преступлений не совершала и последовала за мужем добровольно, советовал Руперту обращаться с ней «возможно снисходительнее». Однако последний настаивал, что жёны и дети государственных преступников не должны появляться в публичных местах и учебных заведениях «для воспитания юношества предназначенных». Волконская открыла в Иркутске свой салон. По воспоминаниям Н. Белоголового:
«…княгиня Марья Николаевна была дама совсем светская, любила общество и развлечения и сумела сделать из своего дома главный центр иркутской общественной жизни. <…> Зимой в доме Волконских жилось шумно и открыто, и всякий, принадлежавший к иркутскому обществу, почитал за честь бывать в нём, и только генерал-губернатор Руперт и его семья и иркутский гражданский губернатор Пятницкий избегали, вероятно из страха, чтобы не получить выговора из Петербурга, появляться на многолюдных праздниках в доме политического ссыльного».
С конца сороковых годов здоровье Марии Николаевны ухудшается, в одном из писем в Россию (10 мая 1848 года) она подробно описала длительные припадки, которые случались с ней от пребывания на холоде или даже просто на свежем воздухе летом. Доктор запретил Марии Николаевне покидать дом, и она «совершенно утратила привычку быть на воздухе».
Не все одобряли образ жизни Волконских, а их сближение (также как и Трубецких) с семьёй нового генерал-губернатора Н. Н. Муравьёва, в отличие от своего предшественника лояльно относившегося к декабристам, дало новую пищу для критики. Соперничество двух салонов — Волконской и Трубецкой — способствовало охлаждению отношений между бывшими подругами. Позднее же Мария Николаевна и Екатерина Ивановна серьёзно поссорились: Трубецкая, зная, что Волконская собиралась купить дачу Цейдлера, тем не менее приобрела её для себя.
Последний период пребывания в Иркутске был омрачён семейным несчастьем дочери Марии Николаевны. Около года Волконская боролась с мужем, бывшим против брака Елены с чиновником при генерал-губернаторе Восточной Сибири Д. Молчановым. Решение Марии Николаевны отдать дочь за человека, имевшего репутацию игрока и склонного, как утверждали знавшие его, к «мерзостям», рассорило её с большей частью декабристов. Её поддерживали лишь генерал-губернатор и его жена (дочь не противилась воле матери). Княгиня в конце концов одержала верх, и Елена Волконская вышла замуж за Молчанова 15 сентября 1850 года. Молодые почти сразу, не испросив «разрешения высшего начальства», уехали в Россию и жили в Петербурге «на широкую ногу». Возвратившись в Иркутск, Молчановы поселились в доме Волконских, у них родился сын, названный Сергеем. По воспоминаниям О. П. Орловой, женитьба благотворно повлияла на Молчанова, и он оставил свой прежний «сомнительный образ жизни».
В конце 1852 года Мария Николаевна получила известие о смерти своей сестры Елены, почти в то же самое время заболел её зять. Елена Сергеевна увезла мужа в Россию на лечение. Вскоре Молчанов был обвинён в получении взятки от одного из чиновников, было начато следствие.

### Последние годы

М. Н. Волконская. Фотография 1861 г. Венское ателье Ангерера

С восшествием на престол Александра II Мария Николаевна, по ходатайству дочери, получила разрешение приехать в Москву для лечения, Сергей Волконский уехал из Сибири в 1856 году. Супруги воссоединились в Москве в октябре 1856 года. Мария Николаевна жила в доме Молчановых в Подновинском переулке. В феврале 1857 года Волконскому, официально считавшемуся проживавшим в деревне Зыково, было разрешено поселиться в Москве. Волконская разделила с дочерью уход за парализованным зятем, который был в таком состоянии, что Поджио серьёзно опасался, как бы тот не свёл с ума «и старуху [Марию Николаевну], и бедную Неллю [Елену Сергеевну]». Внук Марии Николаевны так пишет о её последних годах: 
«Она смотрела на чужую жизнь из глубины своего прошлого, на чужую радость — из глубины своих страданий. Это не она смотрела строго, а её страдания смотрели из неё: можно всё забыть, но следов уничтожить нельзя. И я думаю, что это причина, по которой домочадцы, служащие, гувернантки боялись её»
Д. В. Молчанов умер 15 сентября 1857 года, судебное разбирательство продолжалось и после его смерти, в итоге он был полностью оправдан. Весной 1858 года с дочерью и внуком Мария Николаевна выехала за границу на воды. За границей Елена Сергеевна вышла замуж вторично — за дипломата Николая Аркадьевича Кочубея (младшего из сыновей А. В. Кочубея), и на этот раз брак оказался счастливым. В Ницце к семье присоединился С. Волконский, которому было позволено покинуть на несколько месяцев Россию для лечения. Волконские побывали в Риме, где Мария Николаевна посетила могилы матери и сестры Елены. В Риме состоялась помолвка Михаила Волконского с Елизаветой Волконской, свадьбу они сыграли в Женеве 24 мая 1859 года, и Мария Николаевна присутствовала на церемонии. Вместе с Кочубеями она возвратилась в Россию, жила в поместье Воронки в Черниговской губернии, принадлежавшем Кочубею. Там Елена Сергеевна 9 августа 1859 года родила сына Александра. Здоровье Марии Николаевны было расстроено, болел и Сергей Григорьевич. Волконская снова побывала за границей в Виши, потом в Париже и в Женеве. Возвратившись, Мария Николаевна снова обосновалась в Воронках. В августе 1861 года внезапно скончался сын Елены Сергеевны Александр, от этой утраты Мария Николаевна уже не оправилась. Её состояние всё ухудшалось, последнее время за ней ухаживали дочь и Поджио с женой, которых вызвали в Воронки. Сергей Волконский был прикован к постели приступом подагры в эстляндском имении Фалле, впоследствии он очень сожалел, что не успел проститься с женой. Мария Николаевна Волконская умерла 10 августа 1863 года и была похоронена в Воронках.

## Дети
- Николай (2 января 1826 — 17 января 1828);
- Софья (р. и ум. 1 июля 1830);
- Михаил (10 марта 1832 — 7 декабря 1909);
- Елена (28 сентября 1835 — 23 декабря 1916)
  - в первом браке (15 сентября 1850) Молчанова,
  - во втором (осень 1858) — Кочубей (в браке сын Михаил),
  - в третьем — Рахманова, замужем за Александром Алексеевичем Рахмановым. В браке две дочери Мария и Елена.

## М. Н. Волконская в искусстве
Марии Николаевне посвящены стихи А. Одоевского («Кн. М. Н. Волконской» («Был край, слезам и скорби посвящённый…», 1829)) и В. Кюхельбекера («Марии Николаевне Волконской»). Зинаида Волконская, никогда, после декабря 1826 года, уже больше не видевшаяся с Марией Николаевной, посвятила ей одну из своих новелл, романтическое «стихотворение в прозе» на французском языке. Новелла вошла в сборник сочинений Зинаиды Волконской, изданный в 1865 году в Париже: 
«Отражение твоего образа останется в моей душе. Мой взор ещё видит тебя: твой высокий стан встает передо мной, как высокая мысль, и твои грациозные движения как будто сливаются в ту мелодию, которые древние приписывали небесным звёздам».

### Волконская и Пушкин
Как я завидовал волнам, 

Бегущим бурной чередою 

С любовью лечь к её ногам! 

Как я желал тогда с волнами

Коснуться милых ног устами!
Мария Николаевна считала, что в юности вдохновила Пушкина на создание знаменитых строк из первой главы «Евгения Онегина» (на врезке справа). По мнению пожилой мемуаристки, Пушкин, наблюдая во время путешествия на юг за её детской игрой с волнами, излил свою тайную любовь в тексте романа. Это суждение мемуаристки некритично воспроизводится во многих популярных книгах о Пушкине. Так, М. Филин в современной биографии Волконской выдвигает гипотезу, что Мария была безответно влюблена в Пушкина, стала прототипом Татьяны Лариной, а эпизод с письмом Татьяны Онегину якобы имеет под собой биографическую основу и произошёл осенью 1823 года в Одессе, во время пребывания там Раевских.
В советское время версия о любви Пушкина к Марии Раевской обрела огромную популярность, так как совпала с господствующим направлением в пушкинистике, представляющим поэта последовательным противником царского режима. Любовь к женщине, ставшей олицетворением оппозиции самодержавию, жене декабриста, последовавшей за ним в ссылку, выглядела «идеологически оправданной» (В. Есипов). В разных публикациях Марию Раевскую-Волконскую называли адресатом и вдохновительницей таких его стихотворений, как «Редеет облаков летучая гряда…» (1820), «Таврида» (1822), «Ненастный день потух…» (1824), «Буря» («Ты видел деву на скале…»), «Не пой, красавица, при мне» и «На холмах Грузии лежит ночная мгла…» Эта версия восходит к трудам П. Е. Щёголева, провозгласившего Марию «утаённой любовью» поэта, к которой он обращался в своём посвящении, предваряющем «Полтаву». Предположение основывалось на стихотворной строке из черновика посвящения («Сибири хладная пустыня»), что, по мнению Щёголева, указывало на Волконскую, находившуюся в 1828 году в Чите. Иных документальных обоснований этой версии нет.
Щёголеву возражал М. Гершензон, обративший внимание на недопустимость выводов, основанных на анализе всего лишь одной, вырванной из контекста строки, а также на то, что Щёголев оставил без внимания черновики самой поэмы, указывающие на сильное увлечение автора Анной Олениной. Скептически восприняли версию о том, что Раевская-Волконская была тайной многолетней любовью Пушкина, такие пушкинисты, как Тынянов, Гроссман, Набоков. Авторы комментариев к «Евгению Онегину» называют минимум ещё трёх «претенденток» на роль поэтической героини, игравшей с черноморскими волнами: Екатерину Раевскую, Елизавету Воронцову, которой увлекался Пушкин во время ссылки на юг, и даже татарскую девушку Анну Ивановну, компаньонку Раевских. Исследователи, отвергающие кандидатуру Раевской-Волконской на роль «утаённой любви», указывают на слишком юный возраст Марии в пору южной ссылки Пушкина, на отсутствие необходимости скрывать любовь к ней, а также на мимолётность и случайность их общения в последующие годы. 

### «Русские женщины»
Мария Николаевна оставила «Записки» на французском языке, охватывающие период её жизни с 1825 по 1855 год, адресованные, как она сама отмечала, исключительно детям и внукам. Свои воспоминания Волконская написала в конце 1850-х годов. Однако они не были доступны широкому читателю. После смерти Марии Николаевны, записки перешли к её сыну, Михаилу. Первые 15 лет он никому не рассказывал о них. Одним из тех, кому он доверил ознакомиться с воспоминаниями до их публикации, был Н. Некрасов, знакомый с Волконским довольно близко. Перед выходом в свет поэмы «Княгиня Е. И. Трубецкая» Некрасов просил Михаила Сергеевича прочесть её и дать свои замечания. Исправления Волконского были частично учтены автором, «поэма имела громадный успех», вскоре Некрасов сообщил, что пишет о Марии Николаевне. Он знал о существовании «Записок» и с большим трудом уговорил Михаила Сергеевича прочитать их ему. Как свидетельствует сам Волконский, по окончании поэмы Некрасов принял все его замечания, но просил оставить сцену встречи княгини с мужем в шахте (на самом деле они увиделись в помещении благодатской тюрьмы), так как она «так красиво выходит». Однако последнюю корректуру Волконский, вопреки своим ожиданиям, не получил, Некрасов прислал ему уже опубликованную поэму («Отечественные записки», январь 1873) с письмом, «полным извинений».
Внук Волконских, Сергей Михайлович, признавая достоинства поэмы Некрасова, в то же время находил её «очень грубой; в ней есть что-то кустарное». По его мнению, сложившемуся после знакомства с письмами Марии Николаевны, произведение более отражает взгляды, чувства и мысли самого Некрасова: «И в то время как, может быть, самое дорогое для нас в „Евгении Онегине“ есть непрестанно ощутимое присутствие Пушкина, — в „Русских женщинах“ нас расстраивает соприкосновение с Некрасовым».
Как отмечал ещё Щёголев, истинное лицо Марии Николаевны не открыто, «… а образ Волконской в нашем воображении создан не непосредственным знакомством и изучением объективных данных, а в известной мере мелодраматическим изображением в поэме Некрасова».

### В кинематографе
В 1975 году на экраны вышел фильм «Звезда пленительного счастья» (режиссёр В. Мотыль). Роль Марии Волконской исполнила Наталья Бондарчук. Из трёх сюжетных линий картины линия Раевских—Волконских была признана историком Н. Эйдельманом самой слабой: «Нет, нет, нет! Артистка не виновата: многое играет хорошо, но настолько не Волконская, что это уже невозможно. Если так, следовало, может быть, доводить идею до крайности, абсурда, отказаться от внешнего подобия». «Пропали», по мнению Эйдельмана, произнесённые как бы между делом и знаменитые слова Раевского-отца о Марии: «Это самая удивительная женщина, которую я знал», невыразительным получился Александр Раевский, фигура интересная, противоречивая, достойная более пристального внимания.
В 2007 году Наталья Бондарчук сыграла роль Марии Волконской и в сериале «Одна любовь души моей», режиссёром и сценаристом которого она же и являлась.

## Комментарии
1. ↑  Библиотека Раевского насчитывала 4000 томов, в том числе 3000 французских книг, остальные — на русском и английском языках[6].
2. ↑  Считается, что он был влюблён в Марию. Образ черкешенки в «Кавказском пленнике» списан с Марии Раевской. Г. Олизар утверждал, что «Бахчисарайский фонтан» был создан для неё. Ряд стихотворений Пушкина посвящены ей.
3. ↑  Б. Модзалевский относит сватовство Олизара к 1824 году, но свою датировку ничем не обосновывает[11].
4. ↑  См., например, Черейский Л. А. Волконская М. Н. // Черейский Л. А. Пушкин и его окружение / АН СССР. Отд. лит. и яз. Пушкин. комис. Отв. ред. В. Э. Вацуро. — 2-е изд., доп. и перераб. — Л.: Наука. Ленингр. отд-ние, 1989. — С. 49
5. ↑  Муж старшей дочери Раевского, Екатерины Николаевны.
6. ↑  Так, М. Филин считает, что, вероятно, «ближе к истине» слова декабриста А. Розена, что она «не по своей воле вышла замуж, но только из любви и послушания к отцу»[14]. В одном из писем к сестре, написанном уже после декабрьского восстания, Александр Раевский в ответ, вероятно, на её жалобы, пишет: «Если ты хочешь говорить о твоём несчастном замужестве, то ты не имеешь права никого в нём винить»[15].
7. ↑  Такое же условие поставил Раевский-старший в 1821 году М. Орлову, отдавая за него дочь Екатерину.
8. ↑  Из письма её отца сыну Александру, написанному уже после ареста Волконского, в котором Раевский-старший ссылается на какие-то воспоминания её сестер[18].
9. ↑  Пестель был арестован 13 декабря 1825 года.
10. ↑  В воспоминаниях супругов Волконских есть несоответствие, касающееся последних дней, проведённых князем на свободе. Мария Николаевна пишет, что Волконский так и не увидел своего сына, Сергей Григорьевич утверждает, что 5 января приезжал в Болтышку, а 7-го, вернувшись в Умань, был арестован. По сведениям издания «Декабристы: Биографический справочник», Волконский был арестован 5 января в Умани[21].
11. ↑  Александр и Николай Раевский-младший были арестованы по делу 14 декабря, но вскоре отпущены «с очистительным аттестатом». Александр в январе 1826 года был пожалован в камергеры.
12. ↑  От 16 августа 1826 года.
13. ↑  Осуждение сына не помешало А. Волконской (которой императрица, «снисходя к её горю», разрешила оставаться в своих покоях) участвовать в одном из балов на коронационных торжествах в Москве. Александра Николаевна танцевала «с императором, к большому скандалу императорской фамилии и всей Москвы», как писал Раевский-старший П. Давыдову[34].
14. ↑  Сергей Волконский был причислен к «первому разряду» и приговорён к смертной казни. «По уважению совершенного раскаяния» царём смертная казнь была заменена на каторжные работы сроком 20 лет и последующее поселение. 23 июля Волконский был отправлен в Сибирь в кандалах[33].
15. ↑  Ребёнок остался у бабушки со стороны отца — Александры Николаевны Волконской, так как его не хотели подвергать опасностям зимней дороги.
16. ↑  Несколько ранее Николай I по просьбе Раевского-старшего утвердил завещание Сергея Волконского, оградив имущественные права его жены. В начале декабря через Софью Волконскую царь предостерегал Марию «от такого ужасного путешествия»[38].
17. ↑  Муж С. Г. Волконской.
18. ↑  Это были выдержки из секретного предписания Лавинского, адресованного гражданскому губернатору Иркутска и отредактированного Николаем I. Часть документа, не доступная жёнам декабристов, содержала подробную инструкцию о том, каким образом губернатору (не останавливаясь перед обманом и угрозами) следовало удержать женщин от отъезда в Нерчинск. В заключении документа говорится: «если и затем окажутся в числе сих жен некоторые, непреклонные в своих намерениях, в таком разе, не препятствуя им в выезде из Иркутска в Нерчинский край, переменить совершенно ваше с ними обращение, принять в отношении к ним, как к женам ссыльно-каторжных, тон начальника губернии, соблюдающего строго свои обязанности, и исполнить на самом деле то, что сперва сказано будет в предостережение и вразумление»[48].
19. ↑  Подписывая бумагу, которая делала нового коменданта Нерчинских рудников «главным вершителем» её судьбы, Мария Николаевна ещё не могла знать, что С. Лепарский, «честный человек» с «добрым сердцем» (Розен), будет для декабристов «надзирателем вполне сносным»[53].
20. ↑  Вместе с Волконским с 25 октября 1826 года в Благодатском руднике находились С. Трубецкой, Е. Оболенский, А. Муравьёв, В. Давыдов, А. Якубович, А. и П. Борисовы[54].
21. ↑  Заключённые не имели права переписываться; у них отобрали бумагу и письменные принадлежности, а также все предметы, которые сочли опасными (вплоть до иголок); книги, в том числе Евангелие и Священное Писание, были также изъяты[58].
22. ↑  Так, в письме свекрови от 14 ноября 1827 года Мария утверждает, что до сих пор, кроме денег, привезённых с собой, получила только 1000 рублей от отца. Александра Николаевна ограничилась тем, что отправила в Благодатский рудник обоз с провизией[61]. Впоследствии материальное положение Марии улучшилось, и в течение восьми лет (1830—1837) она пожертвовала декабристской «Большой артели» 15 тысяч рублей[62].
23. ↑  Эти слова Мария подчеркнула[65].
24. ↑  Александра Васильевна привезла Марии игрушки её сына, которые Николино послал в Сибирь, произнося имена матери и отца[66].
25. ↑  Н. С. Волконский был похоронен в Александро-Невской лавре, могила его была потеряна, нашли её в начале 1950-х годов. На саркофаге, который наполовину ушёл в землю, не были обозначены ни имя, ни даты жизни, только текст эпитафии Пушкина[68].
26. ↑  Её привезла жена Василия Давыдова, Александра Ивановна. Мальнева до самой смерти Волконской не расставалась со своей хозяйкой, умерла вскоре после Марии Николаевны в имении Воронки[77].
27. ↑  Михаил Волконский появился на свет в новом доме, построенном княгиней на Дамской улице. Его крёстным отцом стал И. Пущин[79].
28. ↑  Предложением воспользовался лишь В. Давыдов, обременённый большой семьёй, позднее разрешение было распространено и на детей А. Розена.
29. ↑  Часть записей, относящихся к Волконской, была уничтожена Луниным.
30. ↑  Жена Романа Сангушко.
31. ↑  Из письма А. Бригена Е. Оболенскому.
32. ↑  Дом № 10 по Ремесленной улице (теперь ул. Волконского) сохранился, в нём находится Музей-усадьба.
33. ↑  По словам В. В. Набокова, «в высшей степени банальные и наивные» (См. комментарий Набокова к строфе из «Евгения Онегина» «Я помню море пред грозою…»)[116]